# San mai
 (novembre 2021).
San mai (三枚, sanmai), dans le contexte de la fabrication de lames en métal et de la ferronnerie, fait référence à un couteau, une lame ou une épée dont le tamahagane en acier dur forme le bord tranchant de la lame et le fer/l'acier inoxydable moins dur forme une veste sur les deux côtés. L'acier en métal dur au centre donne donc un bord tranchant et net, tandis que l'acier plus doux qui l'entoure donne à la lame une résistance aux chocs et l'empêche de se briser.
C'est aussi le terme utilisé pour désigner la technique utilisée pour créer ces lames.
Le terme est japonais et se traduit approximativement par « trois choses plates » (san, trois ; mai, compteur d'unités pour les objets plats).